# Thai Beverage
Thai Beverage Public Company Limited (ThaiBev) ist ein thailändisches Unternehmen mit Firmensitz in Bangkok.

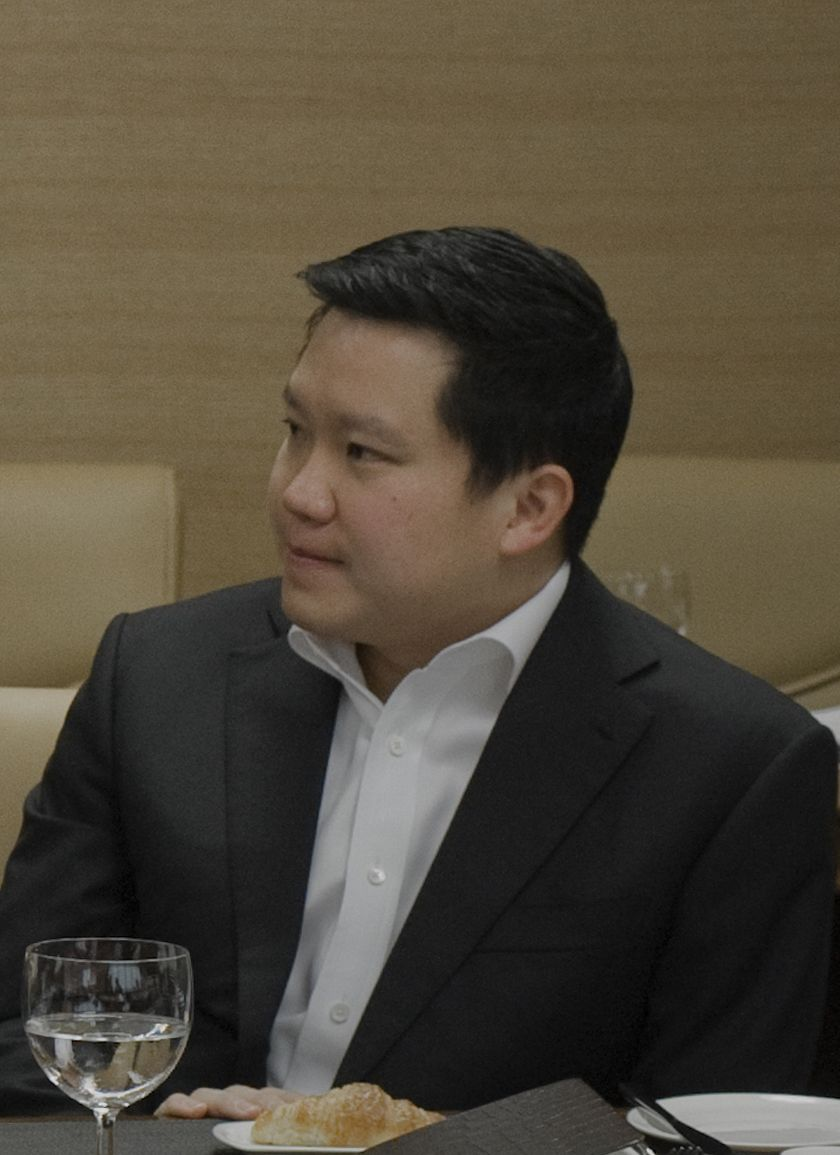
Thapana Sirivadhanabhakdi, Präsident von ThaiBev

## Geschichte
Die Thai Beverage Plc. wurde 2003 von Charoen Sirivadhanabhakdi gegründet, als dieser seine damals 58 Unternehmen im Getränkebereich zu einer Unternehmensgruppe zusammenfasste. Sie verfügte bei Gründung über ein eingetragenes Kapital von 20 Milliarden Baht.
Die älteste Marke der ThaiBev-Gruppe, Mekhong, gibt es hingegen schon seit 1941. Charoen Sirivadhanabhakdi kaufte in den 1980er-Jahren sämtliche Lizenzen für die damals noch unter staatlichem Monopol stehende Spirituosenproduktion auf. 1991 expandierte er auf den im selben Jahr liberalisierten Biermarkt, indem er ein Joint Venture mit dem dänischen Brauereikonzern Carlsberg gründete. 1995 kam Chang-Bier, das heute bekannteste Produkt von ThaiBev, auf den Markt. Carlsberg zog sich 2003 aus dem Joint Venture zurück und ThaiBev entstand.
Von 2004 bis 2017 war ThaiBev Trikotsponsor des britischen Fußballvereins Everton Football Club. Vorstandsvorsitzender und CEO der Unternehmensgruppe ist seit 2008 der Sohn des Gründers, Thapana Sirivadhanabhakdi. 2013 übernahm ThaiBev den Getränkehersteller Fraser und Neave aus Singapur.
Im Dezember 2017 übernahm ThaiBev die Mehrheit an der vietnamesischen Brauerei SABECO (Saigon-Bier).

## Produkte und Marken

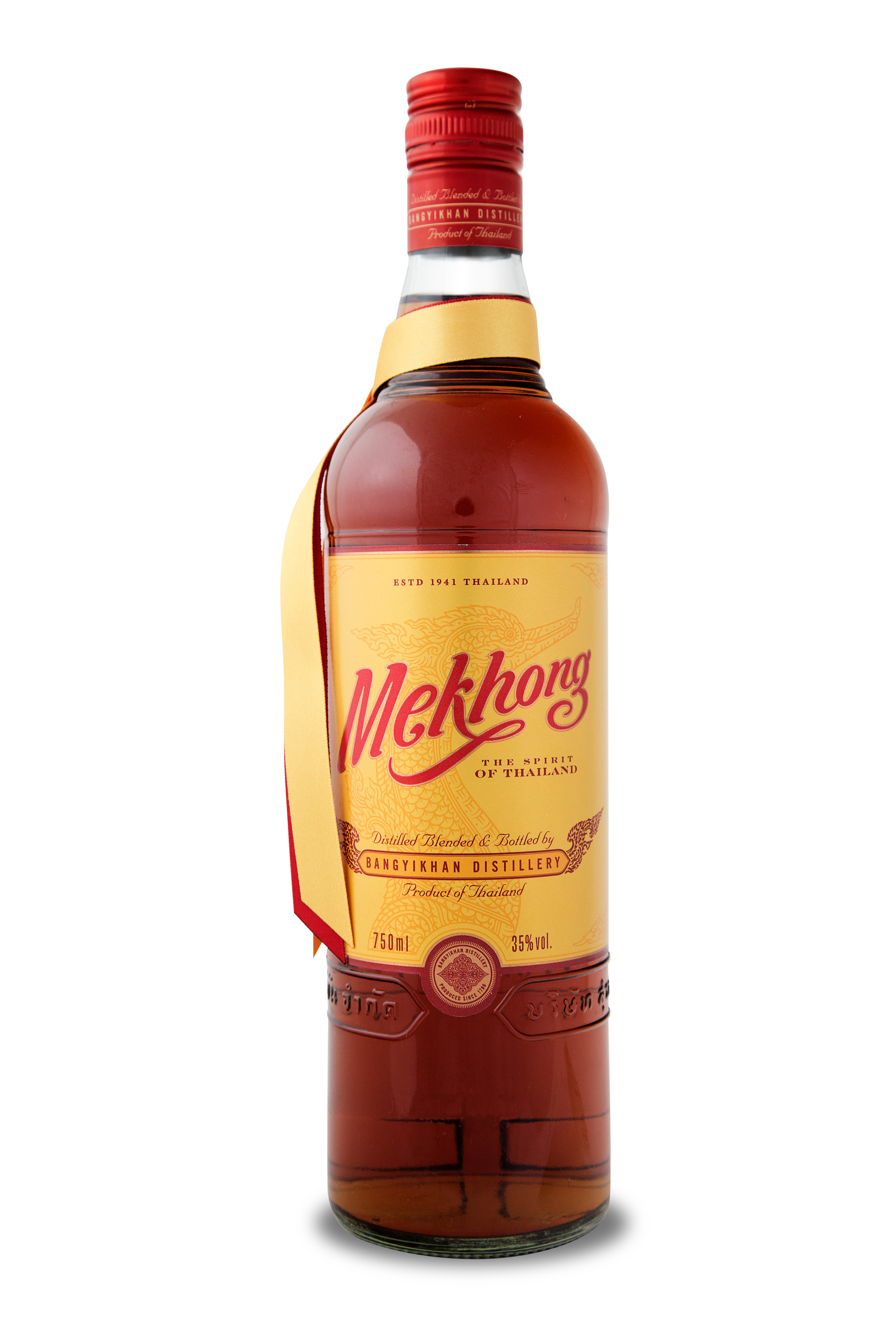
Mekhong, eine der bekanntesten Marken der ThaiBev-Gruppe

ThaiBev ist der größte Brauereikonzern in Thailand. Zu ihm gehören die Biermarken Chang, Archa und Federbräu (letzteres entspricht dem deutschen Reinheitsgebot). Die Großbrauereien befinden sich in den thailändischen Provinzen Ayutthaya und Kamphaeng Phet.
Neben Bier produziert ThaiBev Spirituosen: vor allem brauner Rum aus Melasse und Reis (sogenannter „Thai-Whisky“) der Marken Mekhong, SangSom und Hong Thong, sowie weißer Rum, darunter Ruang Khao, Niyomthai und White Tiger, Kräuterschnäpse chinesischer Art wie Siang Chun, aber auch Blended Whisky (Blend 285) und Scotch Whisky aus Balmenach (Drummer). Destillerien des Unternehmens finden sich nicht nur in Südostasien, insbesondere in Thailand, sondern auch in Schottland, Frankreich, Polen und Irland.
Außerdem produziert und verkauft ThaiBev alkoholfreie Getränke, z. B. Trinkwasser und Sodawasser der Marken Chang und Crystal, Cola und Limonaden der Marke est sowie Oishi-Eistee.

## Unternehmenszahlen
Thai Beverage hatte im Juni 2018 einen Börsenwert von 15,2 Milliarden US-Dollar. Die Aktiva hatten einen Wert von 12,6 Mrd. Dollar, der Umsatz betrug 5,56 Mrd. Dollar, der Gewinn 874 Mio. Dollar. Das Unternehmen hat rund 22.000 Mitarbeiter. Damit ist es laut Forbes eines der 10 größten Unternehmen Thailands.